# 香港統計學會
香港統計學會（英語：Hong Kong Statistical Society）由统计学家約翰·艾奇森於1977年創立，旨在提升業界的學術研究水平，以及統計學在社會上的應用。學會與其他國際統計組織緊密聯繫，當中包括International Statistical Institute及Stats & Data Science View，並不時舉辦研討會及講座，讓業界可就不同的議題進行交流及討論。學會設有五種會員制度，分別為正式會員、專業會員、榮譽會員、學生會員及企業會員。

## 學術貢獻
香港統計學會於2001年8月與英國皇家統計學會達成協議，由2002年5月起，香港統計學會所提供的考試取代由英國皇家統計學會在港舉辦多年的考試。 其後，英國皇家統計學會決定於2017年9月取消所有統計專業考試，並以認證模式確認專業資格。香港統計學會目前提供以下兩項專業資格認證：
1. Certified Statistician
2. Graduate Statistician（香港政府統計處入職資格之一）[7]

為增加中學生對統計學的興趣及了解其應用，香港統計學會每年均舉辦以下兩項比賽：
1. 自1986年開始舉辦的中學生統計習作比賽 [8]（Statistical Project Competition for Secondary School Students）
2. 中學生統計創意寫作比賽（Statistics Creative-Writing Competition for Secondary School Students

此外, 為進一步推動香港統計學的學術研究，香港統計會於2022年7月推出約翰艾奇森獎，以表揚在香港統計界有傑出學術成就的博士學生。 此獎項每年舉辦一次，並公開予所有在香港任何一所大學修讀統計學博士或相關學科的人士參加，得獎名單將刊登在中華統計學誌(Statistica Sinica)網站及香港統計學會網站 （页面存档备份，存于）內。